# Gigolo
Gigolo je muž nabízející svým klientkám a klientům společnost, doprovod do společnosti a poskytování sexuálních služeb za úplatu. Tak jako prostitutka poskytuje sexuální uspokojení mužům, gigolo poskytuje sexuální uvolnění ženám. Existují však i gigolové nabízející služby pro homosexuální klienty. Vzhledem k povaze žen, které obecně hledají spíše porozumění a pozornost[zdroj?], na rozdíl od mužů, kteří platí prostitutkám za možnost realizovat sexuální uvolnění, je gigolo vyhledáván často jako dobrý společník. Některé ženy ve skutečnosti nemají zájem s gigolem realizovat sexuální akt. Některým ženám se od jejich partnerů v dlouhodobých vztazích nedostává galantnosti, pozornosti, něhy, pocitů důležitosti a uznání. Řada žen chce, aby k nim byl muž, kterému zaplatí za to, že jim bude dělat společnost, především zdvořilý, pozorný a milý, chodil s nimi po nákupech, zašel s nimi na večeři apod.[zdroj?]